# کلومبیه سن بارتلمی
کلومبیه سن بارتلمی (به فرانسوی: Colombier) یک منطقهٔ مسکونی در فرانسه است که در سن بارتلمی در کارائیب واقع شده‌است.